# خاچیک، ارمنستان
خاچیک (به ارمنی: Խաչիկ) یک روستا در ارمنستان است که در استان وایوتس‌جور واقع شده‌است. در کیلومتری شمال یغگنادزور، مرکز استان وایوتس‌جور واقع شده‌است.

## خصوصیات
خاچیک ۹۷۸ نفر جمعیت دارد و در ارتفاع متر بالاتر از سطح دریا قرار گرفته‌است.
جشنواره گاتا هر ساله در روستای مرزی خاچیک ارمنستان برگزار می‌شود.

## نگارخانه

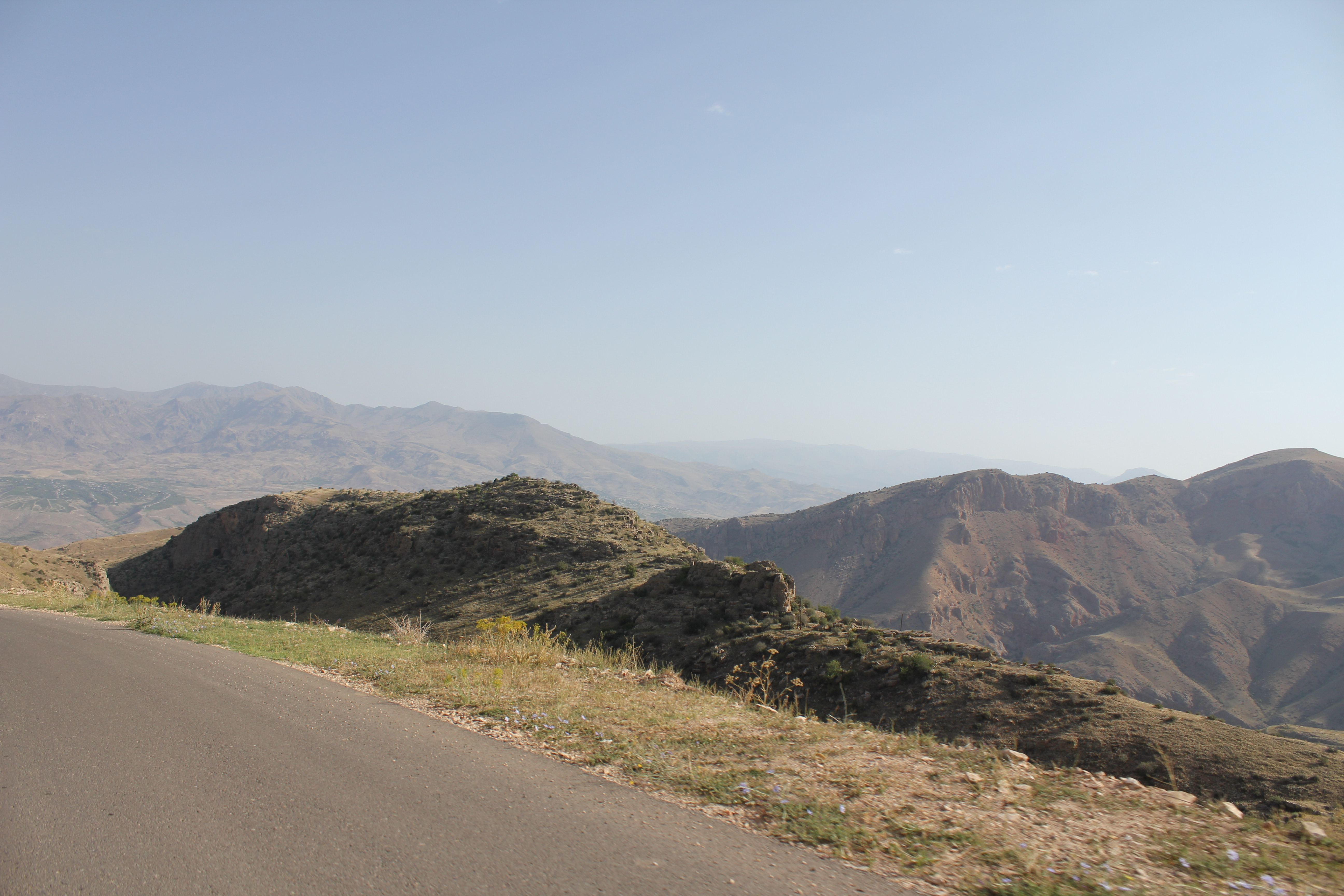
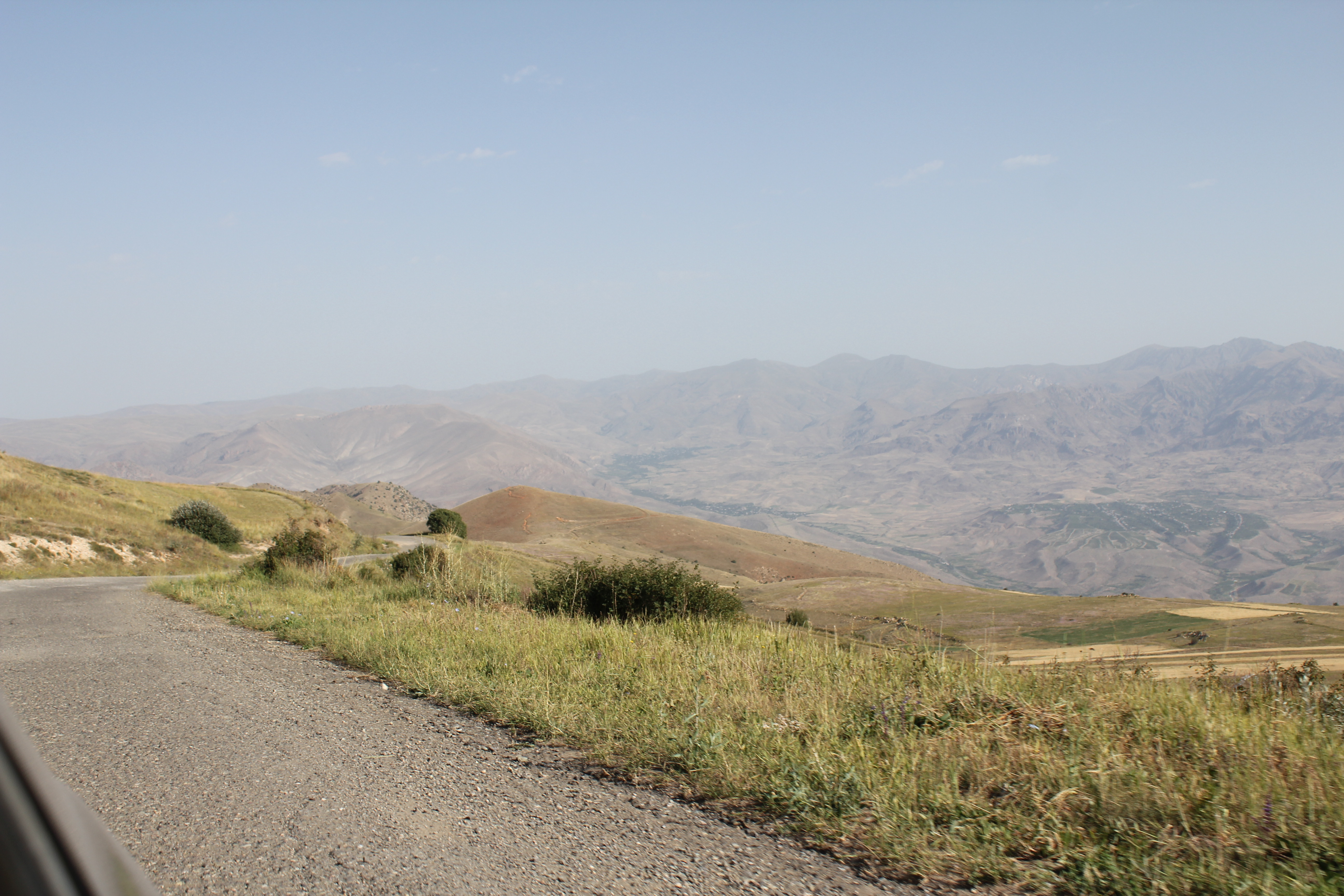
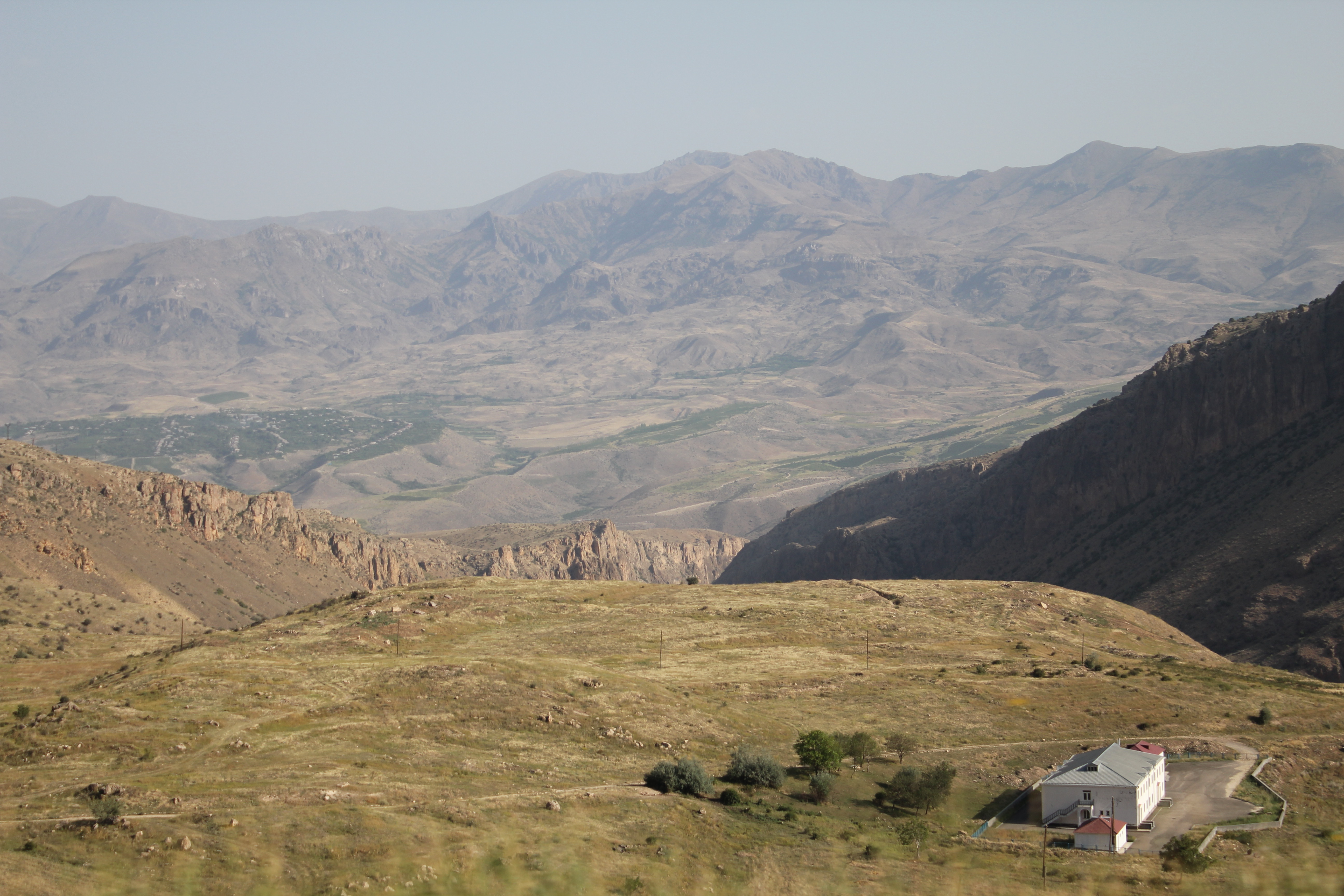
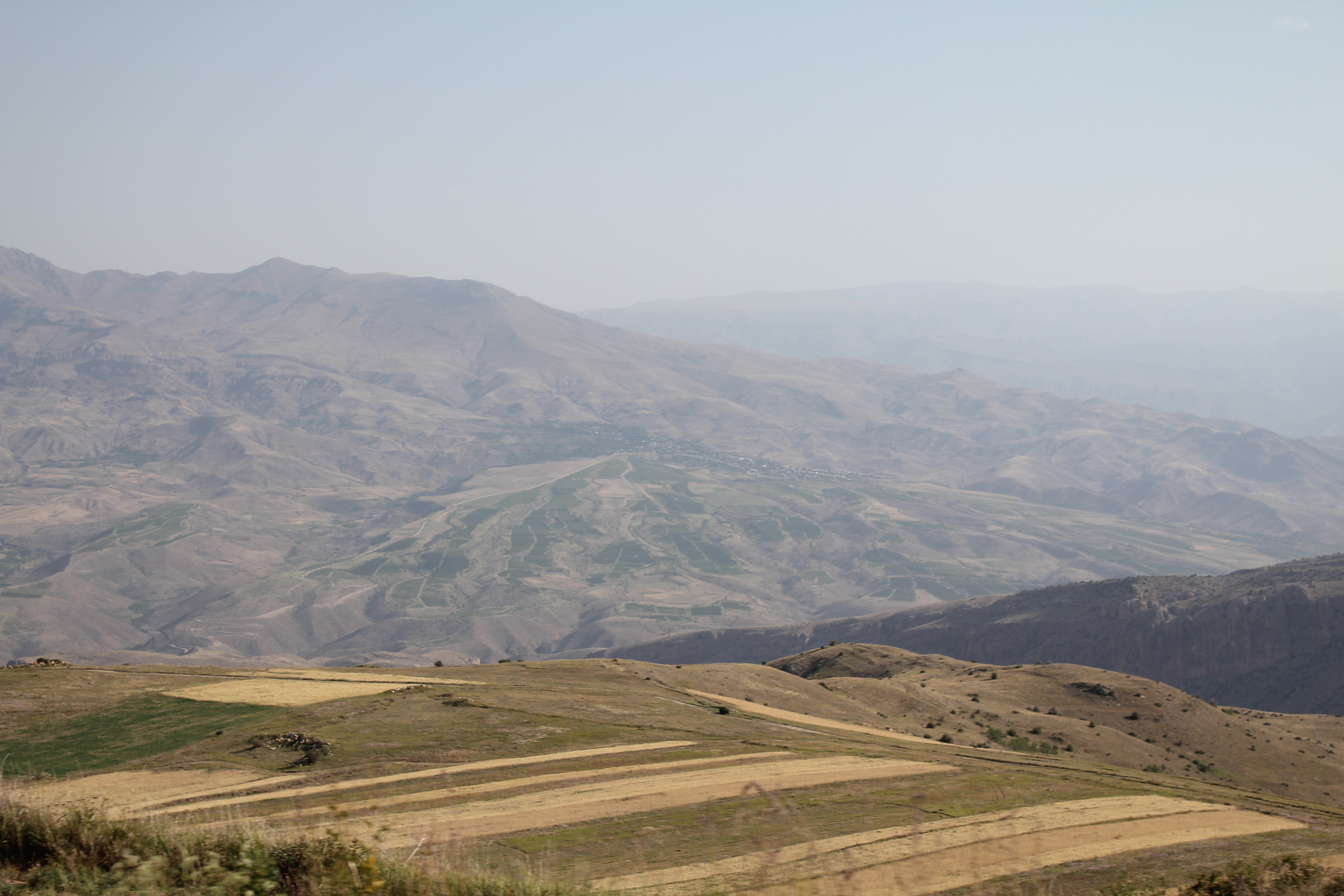
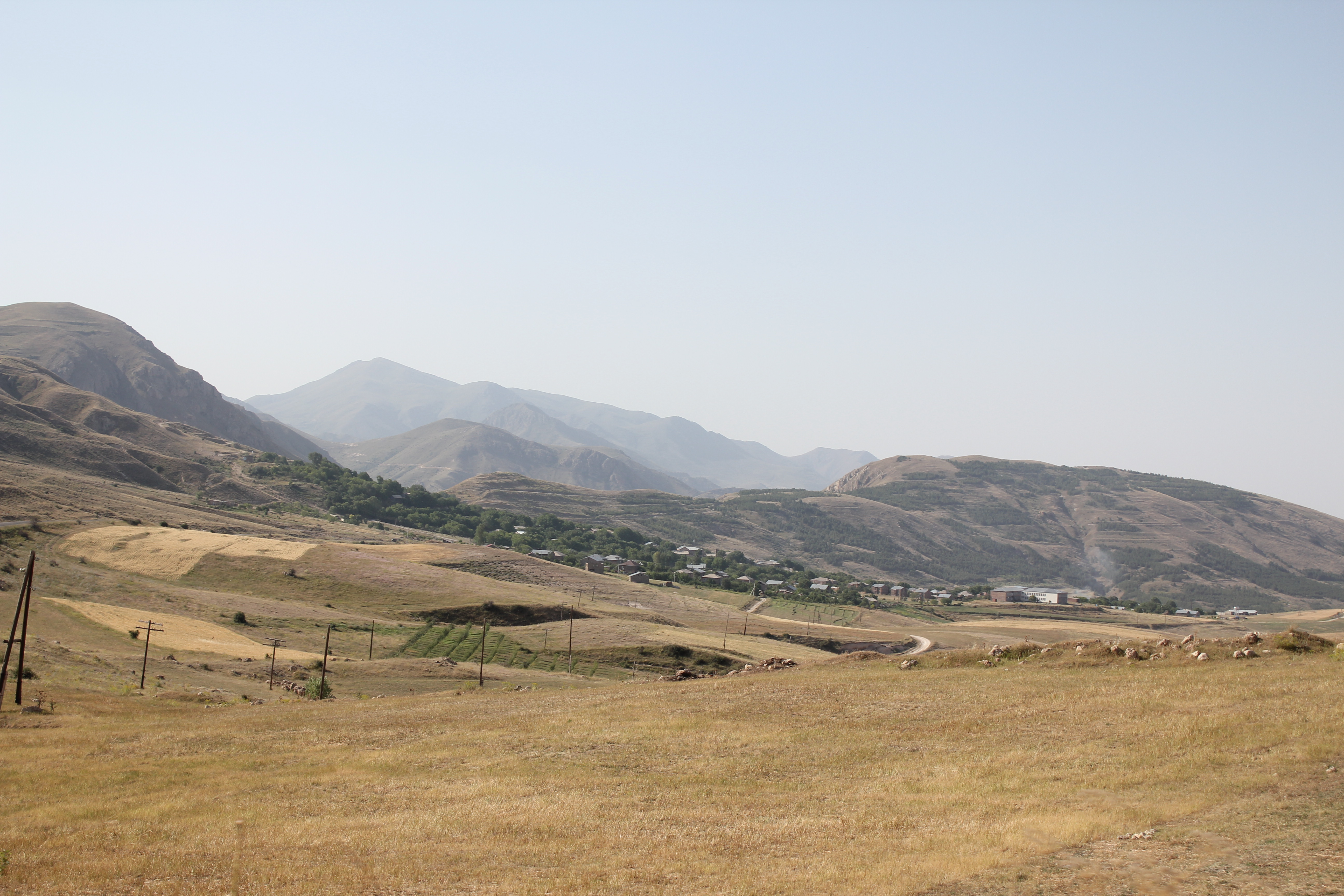